# Briançonnais
 (septembre 2020).
Le Briançonnais est une région naturelle de France située dans le nord du département des Hautes-Alpes, autour de la ville de Briançon. Il fait partie des Alpes françaises et se situe au nord de la région Provence-Alpes-Côte d’Azur. Il est également situé à la frontière avec l'Italie.
Il est composé notamment de la haute vallée de la Durance en amont de L'Argentière-la-Bessée, de la haute vallée de la Guisane, de la Vallouise et de la Clarée. Dans son acception historique, il inclut également la haute vallée du Guil (Queyras).
Plusieurs savoir-faire locaux ont été inscrits à l'inventaire du patrimoine culturel immatériel en France.

## Géographie

### Situation
Le Briançonnais se trouve dans le sud-est de la France, dans la partie nord du département des Hautes-Alpes, en région Provence-Alpes-Côte-d'Azur. Sa ville principale, Briançon, lui a donné son nom. Il fait partie de la chaîne des Alpes. En limite est du Briançonnais se trouve la frontière entre la France et l'Italie.
Il comporte la Communauté de communes du Briançonnais.

### Accès
Les accès routiers principaux sont la route nationale 94, qui relie Gap à Montgenèvre en passant par Briançon, et la route départementale 1091 (ancienne route nationale 91), qui relie Grenoble (en Isère) à Briançon en passant par le col du Lautaret. Un accès routier entre Briançonnais et Savoie est possible par le col du Galibier, sauf en hiver durant lequel il est fermé : celui-ci emprunte une route départementale de haute montagne. La frontière franco-italienne est franchissable par route principalement au col de Montgenèvre ; d'autres cols secondaires permettent cet accès, tels le col de l’Échelle, mais ils sont fermés en hiver.
Un accès ferroviaire relie Briançon à Marseille ou Valence.
Plusieurs sentiers de grande randonnée parcourent le territoire.

### Topographie

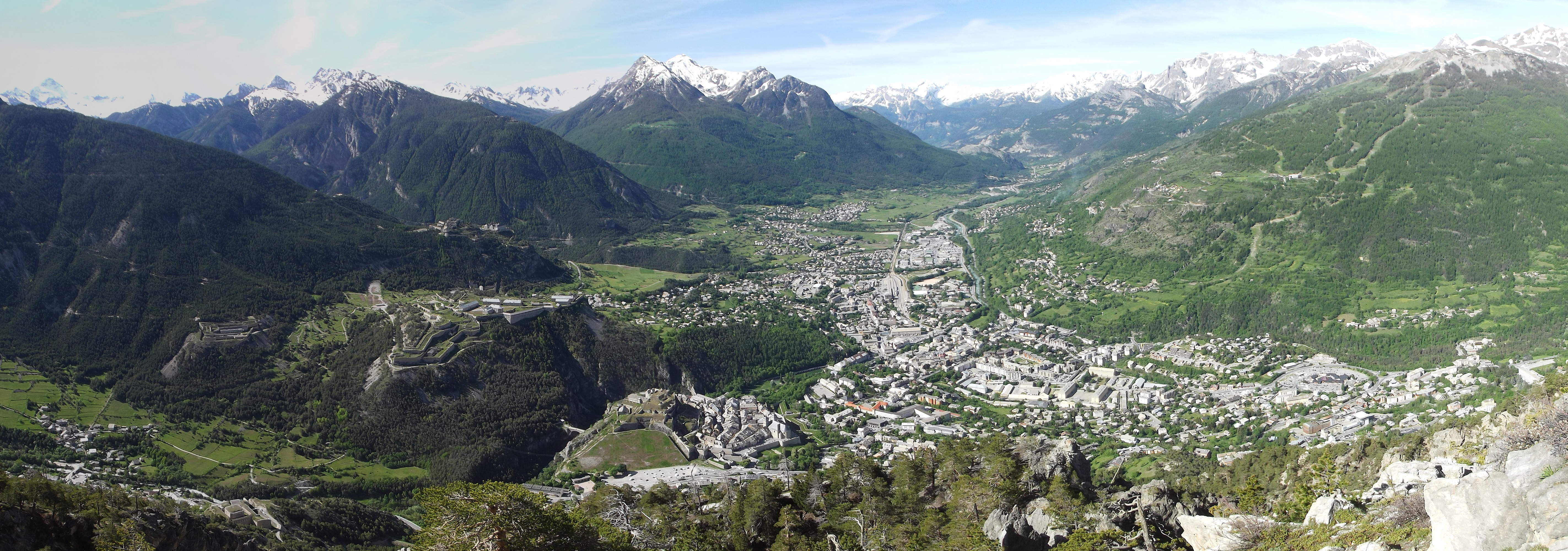
Vue panoramique depuis la Croix-de-Toulouse, sommet en amont de Briançon, orientée depuis le nord vers le sud.

Le Briançonnais recouvre plusieurs parties des massifs alpins français : massif des Cerces, au nord, massif des Arves au nord-ouest, massif des Écrins à l'ouest, massif du Queyras et massif d'Escreins à l'est. Il est situé essentiellement en moyenne et haute montagne. Plusieurs vallées constituent ce territoire, dont la principale est celle de la Durance, de ses sources jusqu'à L'Argentière-la-Bessée.
La ville de Briançon, placée au croisement de plusieurs vallées, est au cœur de cette région, dont elle est la ville principale.

### Climat

#### Transports en commun
- Transport en Provence-Alpes-Côte d'Azur

## Histoire

### De la Préhistoire à l'Antiquité
Vers 10 000 av. J.-C., le col du Montgenèvre est déjà un lieu traversé par des humains. La Haute-Durance est occupée depuis le Néolithique (2500-2000 av. J.-C.). Dans la vallée de la Guisane, ont été trouvées des traces d'activité humaine vieilles de 3 000 ans, activité qui s'est poursuivie et a participé à la transformation des paysages. Tous les cols qui séparent actuellement les Alpes du Nord et l'Italie sont utilisés dès 700-600 av. J.-C., une période qui correspond à la fin de l'Âge du Fer.
Les Brigiani, peuplade celto-ligure, habitent la contrée, leur nom est à l'origine du nom romain utilisé pour Briançon.

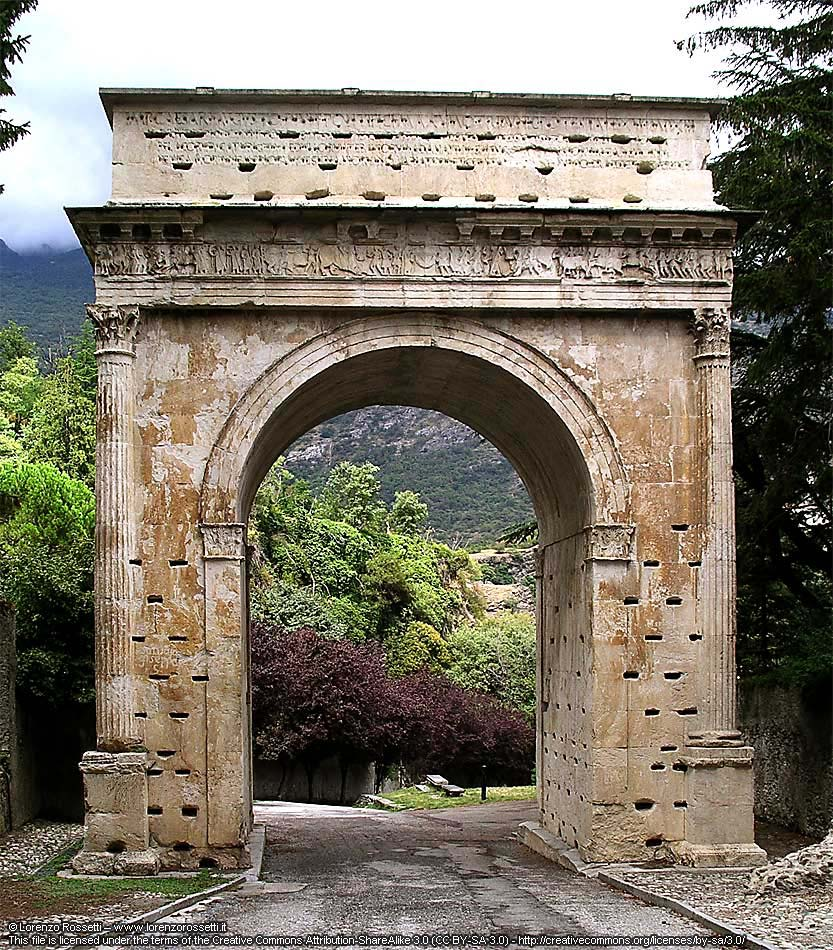
L'arc d'Auguste, à Suse (Italie).

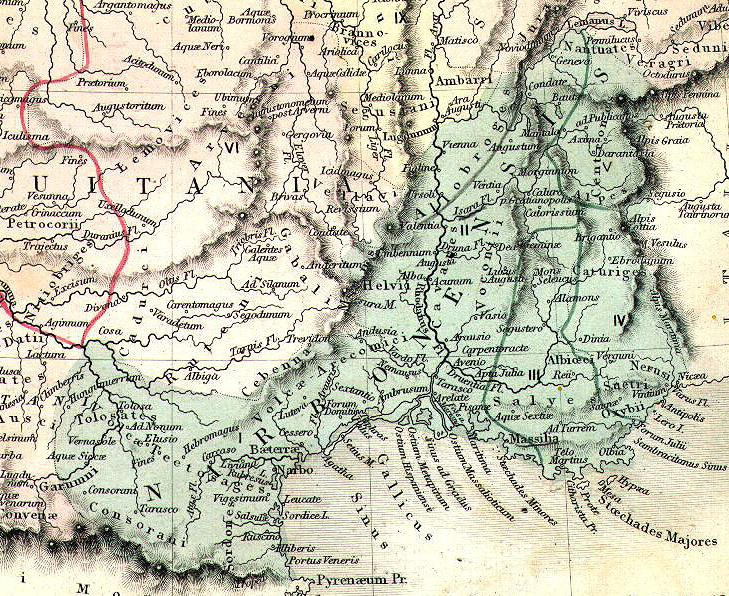
La Gaule narbonnaise (A.H. Dufour, La Gaule sous l'Empire romain, 1846). ; Brigantio est mentionné près de la frontière est.

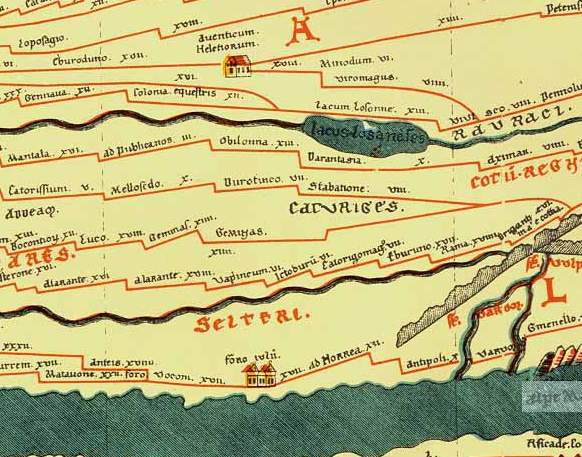
Les voies romaines dans les Alpes vers le IVe siècle, extrait de la Table de Peutinger.

Dans l'Antiquité, cette région appartient au royaume de Cottius, qui en devient le préfet quand ce territoire est rattaché à l'Empire romain, entre le Ier siècle av. J.-C. et le Ier siècle ap. J.C.. À la division de celui-ci pour l'intégrer d'une part à la Gaule et de l'autre à l'Italie, la partie du royaume formée du Briançonnais, du val de Suse et de la Maurienne est intégrée à la province romaine impériale des Alpes cottiennes.
Le Briançonnais est traversé par plusieurs voies romaines. Briançon est alors connue sous le nom romain Brigantio, Brigantium. La voie Domitienne est l'un de ces axes : reliant le nord de ce qui est l'Italie actuelle (vallée de Suse, accessible de Turin) au nord de ce qui est l'Espagne actuelle, elle franchit le col de Montgenèvre, passe par Briançon, puis suit la vallée de la Durance vers le sud, traverse Gap, et continue dans la province de la Narbonnaise (France) jusqu'à la limite entre celle-ci et la Tarraconaise (Espagne). La Table de Peutinger mentionne une autre voie romaine qui joint Briançon à Grenoble en passant par le col du Lautaret.
À partir de 297, le Briançonnais passe dans la province romaine des Alpes Maritimes, dont la capitale est alors Embrun (Hautes-Alpes).

### Du Moyen Âge à l'époque moderne

#### Époque carolingienne

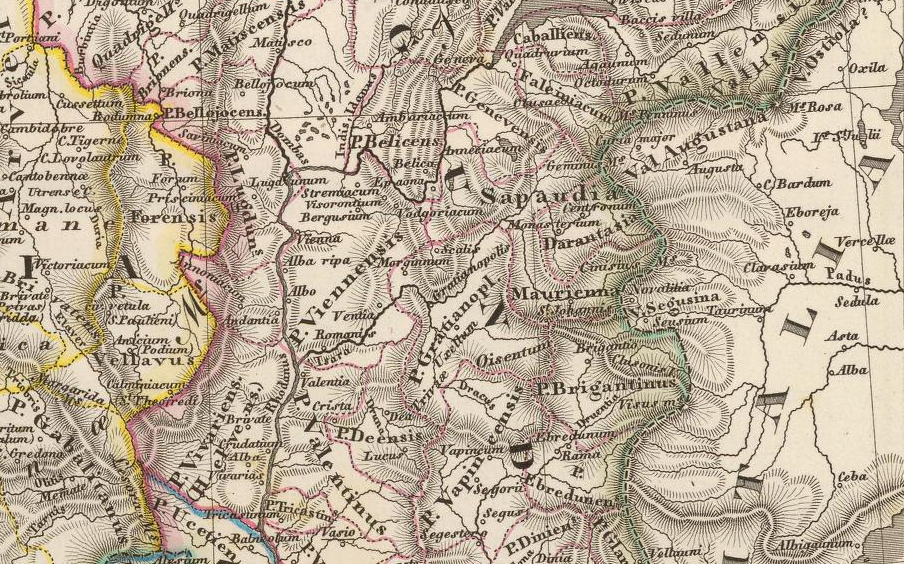
Pagi à l'époque carolingienne. On trouve sur cette carte Brigantio (Briançon) et le pagus Brigantinus.

Durant l'époque carolingienne, le Briançonnais dépend politiquement de la Bourgogne, et du point de vue ecclésiastique, il est attaché à l'évêché de Saint-Jean-de-Maurienne au VIe siècle,. Il semble qu'une partie de ce territoire soit restée sous domination de cet évêché jusqu'au VIIIe siècle, voire au XIe siècle.

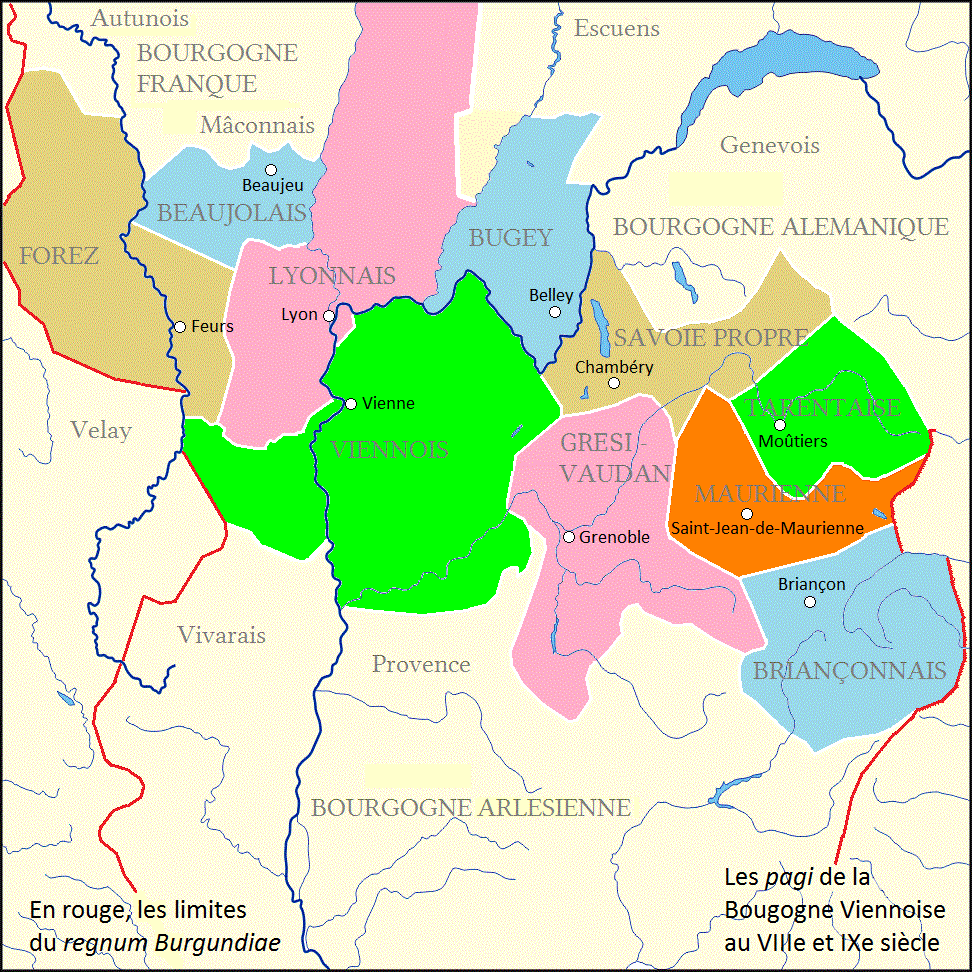
Les pagi de la Bourgogne viennoise aux.

Abbon (v.685-v.739), recteur de Maurienne et de Suse, dont la famille commande les passages alpestres de Suse, Briançon, Embrun, et Gap, devient patrice de Viennoise en 722, puis patrice de Provence. Son testament décrit ses possessions, qui comprennent le Briançonnais (Briantinus). Une partie de ses possessions, dont des biens briançonnais, sera léguée à l'abbaye de la Novalaise ; après l'incendie de cette dernière en 906, une partie des biens de l'abbaye de la Novalaise iront à l'abbaye Saint-Laurent d'Oulx.
Le territoire qui deviendra le Briançonnais appartient à la Francie médiane à partir de la signature du partage de Verdun en 843, lequel divise l'Empire carolingien en trois royaumes, un pour chacun des fils de Louis le Pieux ; la Francie médiane revient à Lothaire Ier. Par la suite, le territoire passe dans le Saint-Empire romain germanique.

#### Dans le Dauphiné de Viennois
Les parties du territoire sont progressivement intégrées au Dauphiné de Viennois vers la première moitié du XIe siècle ; on sait que Guigues Ier d'Albon (Guigues le Vieux, ancêtre des futurs Dauphins du Viennois) le possède en 1053. À cette époque, l'empereur Conrad rattache le Briançonnais à l'archevêché d'Embrun. Les comtes d'Albon, futurs Dauphins de Viennois, ont à Briançon un châtelain en 1063, et un tribunal en 1096. Le Briançonnais dépendra aussi, du point de vue ecclésiastique, de la Prévôté de Saint Laurent d'Oulx, fondée aux alentours de 1050. En 1155, le comte d'Albon obtient le privilège impérial de battre monnaie à Césane. Cependant, au XIe siècle, le terme de « Briançonnais » n'est utilisé que pour la châtellenie delphinale de Briançon ; les enquêtes delphinales de 1250 font apparaître que ce mot désigne l'ensemble des vallées entre le col du Lautaret, celui du Montgenèvre et celui d'Izoard (au sud) ; dès 1237, il recouvre les domaines delphinaux précédemment cités ainsi que ceux situés du côté italien des cols ; en 1244, l'exemption de la taille accordée aux habitants de Briançon est d'ailleurs étendue à tout ce territoire. Le Briançonnais forme à cette époque un bailliage, sous l'autorité d'un bailli delphinal. Composé à cette époque des vallées de la Clarée, la Guisane, la Gyronde, Bardonnèche, les hautes vallées de la Durance, du Guil, de la Doire Ripaire, du Cluson et de la Varaita, son territoire restera inchangé jusqu'en 1713.
Lors de l'enquête pontificale de 1339, faite alors que le dauphin Humbert II de Viennois propose au pape Benoît XII d'acheter ses États du Dauphiné, il est fait mention que le Briançonnais comprend cinq mandements. Celui de Vallouise (alors appelée Vallispute en latin) a pour centre le château de Lucerne (disparu par la suite), ne compose qu'une unique paroisse, et compte entre 600 et 650 feux, dont 14 sont à des nobles. Le mandement de Saint-Martin-de-Queyrières, également une unique paroisse, compte 223 feux. Le mandement ou châtellenie de Briançon, composé de 8 paroisses, totalise plus de 1 800 feux (dont 358 à l'intérieur des murailles de Briançon et 128 au-dehors). Un autre mandement est celui du Montgenèvre (dont font partie Val-des-Prés et le Pont-de-Névache, bien que ces deux localités soient dans la paroisse de Briançon). Le mandement du Queyras comptait sept paroisses (correspondant aujourd'hui aux communes du canton d'Aiguilles) et 1118 feux (dont 35 appartenaient à des nobles). Le mandement de Casteldelfino (Chateaudauphin, qui est de nos jours situé en Italie) dépendait du Briançonnais et avait un statut particulier. La paroisse de Névache constituait le seul fief du briançonnais.
Les premiers canaux du Briançonnais commencent à être construits vers 1335 et 1345, d'autres suivront dans les siècles suivants : certains alimentaient les « gargouilles » de Briançon (rigoles descendant les deux rues principales de la vieille ville) et permettaient notamment la lutte contre les incendies, d'autres servaient et servent encore pour l'irrigation du territoire, etc. Cependant, l'existence de ces canaux a aussi des impacts bénéfiques sur l'écologie globale des paysages,.

#### Création des Escartons du Briançonnais

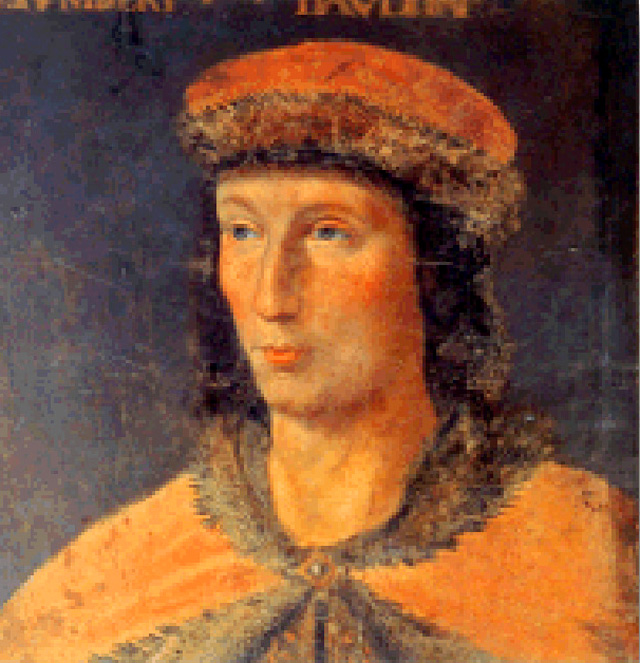
Le Dauphin Humbert II de Viennois.

Le 29 mai 1343, dans une charte, le dauphin Humbert II crée les Escartons du Briançonnais (qui ne portent pas encore ce nom à l'époque), qui comporte des privilèges particuliers ; certains historiens estiment que les privilèges concernés pouvaient exister avant cette date. La région concernée bénéficiera de ce statut spécial jusqu'à la Révolution française.

#### «Transport» du Dauphiné au royaume de France
En 1349, le Dauphiné (et donc le briançonnais), est rattaché au royaume de France et devient alors la province du Dauphiné.

#### Briançon, place forte défendant la frontière
Sous le règne du roi Louis XIV, Vauban améliore et augmente les fortifications de Briançon (enceinte et forts alentour), renforçant le statut de place forte de cette ville défendant l'accès au royaume de France et de Navarre.

#### Traités d'Utrecht

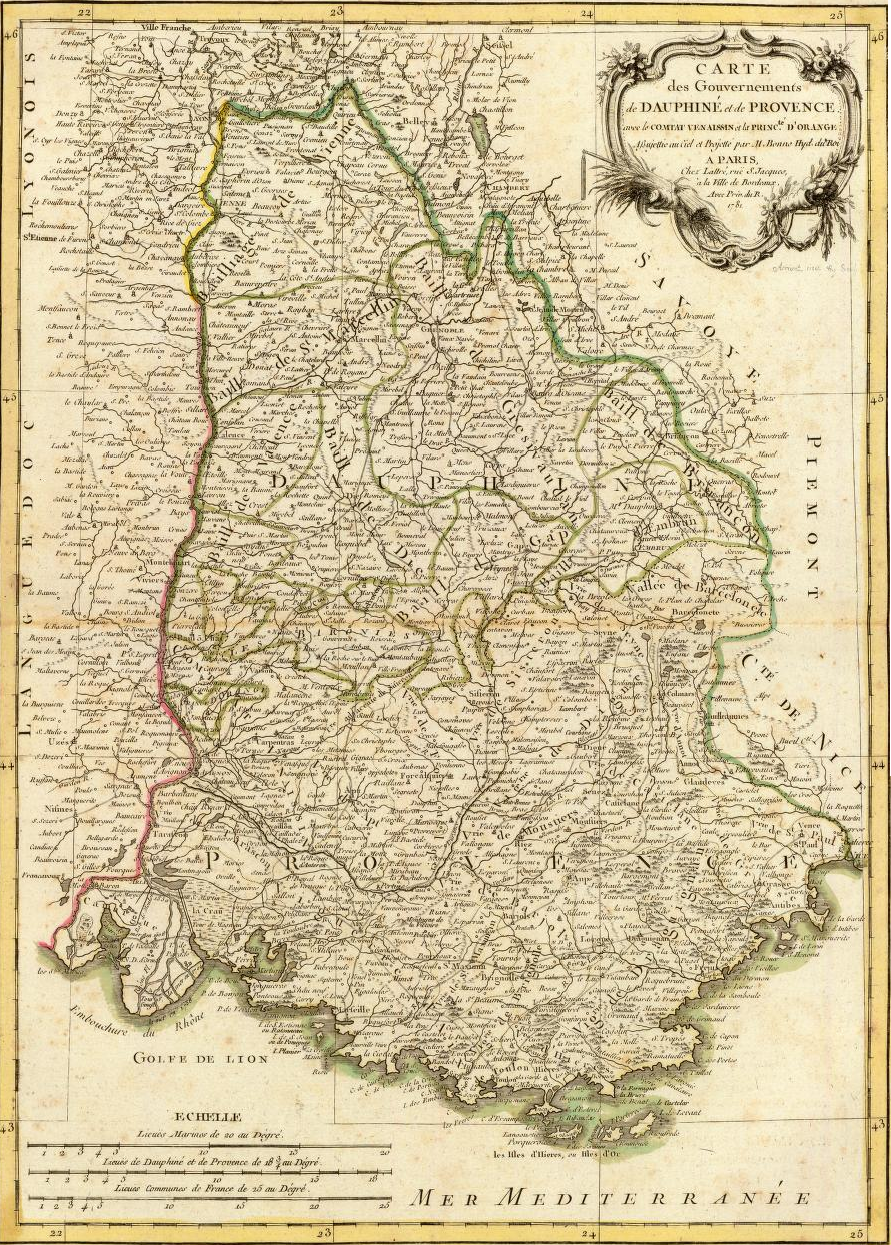
Carte des Gouvernements de Dauphiné et de Provence (avec le Comtat Venaissin), comprenant les bailliages dauphinois. Carte du XVIIIe siècle.

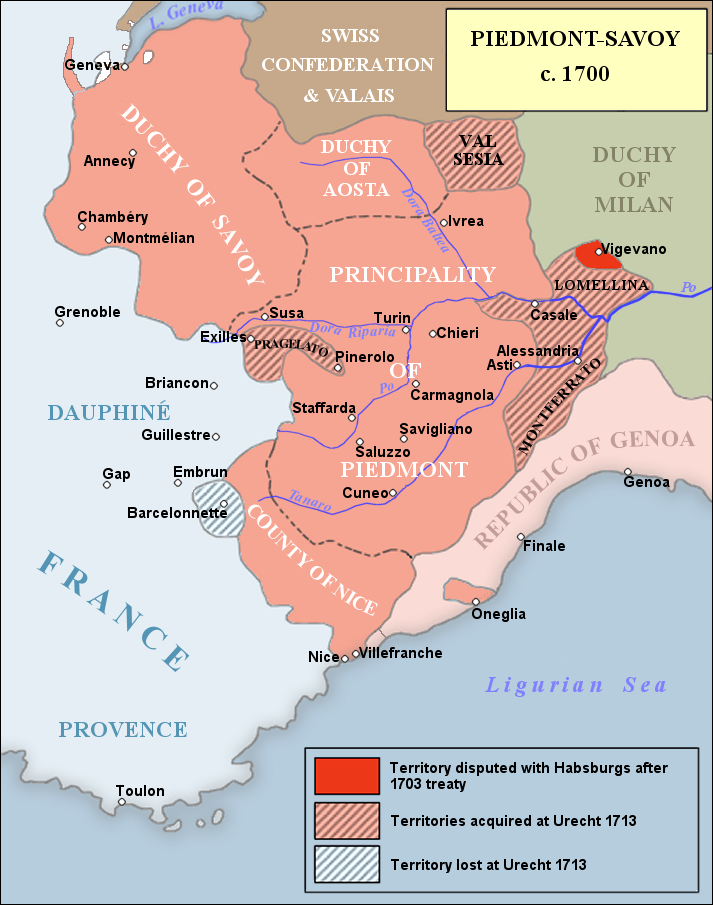
Territoires du duc de Savoie Victor Amédée II. En saumon hachuré : territoires acquis lors du traité d'Utrcht (dont le Val "Pragelato", auparavant Briançonnais) ; en bleu hachuré : territoire perdu lors du même traité (région autour de Barcelonnette, gagnée par la France).

En 1713, les traités d'Utrecht, signés entre la France et la Grande-Bretagne pour mettre fin à la guerre de succession d'Espagne, voient les frontières françaises redéfinies : le val de Suse est cédé au duché de Savoie en échange de la vallée de l'Ubaye qui devient française. Le Briançonnais est ainsi scindé en deux, perdant son versant tourné vers le Piémont. Cependant, les populations de part et d'autre de la frontière ont longtemps gardé des liens, jusqu'au début du XIXe siècle, voire du XXe siècle pour certains. Il est possible que des tensions existassent déjà auparavant entre les communautés de part et d'autre de la ligne de partage des eaux qui a défini la nouvelle frontière.
Le Dauphiné faisait partie des territoires du royaume de France soumis au régime de petite gabelle depuis au moins le XIVe siècle : le sel, alors monopole royal, était entreposé dans des greniers et vendu taxé, le régime de petite gabelle permettant le choix du grenier d'achat et de la quantité achetée. Briançon comptait l'un de ces greniers à sel. À partir de 1715, les communautés du Briançonnais deviennent des territoires privilégiés : le sel s'y vend moins cher que dans d'autres endroits ; ce territoire devient alors également un lieu de forte contrebande. Sa situation géographique frontalière favorisait également la contrebande de divers produits.
Un recensement de 1730 fait apparaître que le Briançonnais sans le Queyras compte 16 701 habitants.

### Temps modernes

#### La Révolution française et la création des départements français
Lors de la création des départements français après la Révolution française de 1789, le département des Hautes-Alpes voit le jour ; le Briançonnais en compose la partie nord. Les communes de La Grave et Villar-d'Arène, situées dans la haute vallée de la Romanche, elle-même séparée de la vallée de la Guisane par le col du Lautaret, choisissent d'être rattachées aux Hautes-Alpes en dépit de leur appartenance à l'Oisans et plus généralement au pays de Grésivaudan. À ce titre, elles ne font pas partie du Briançonnais.

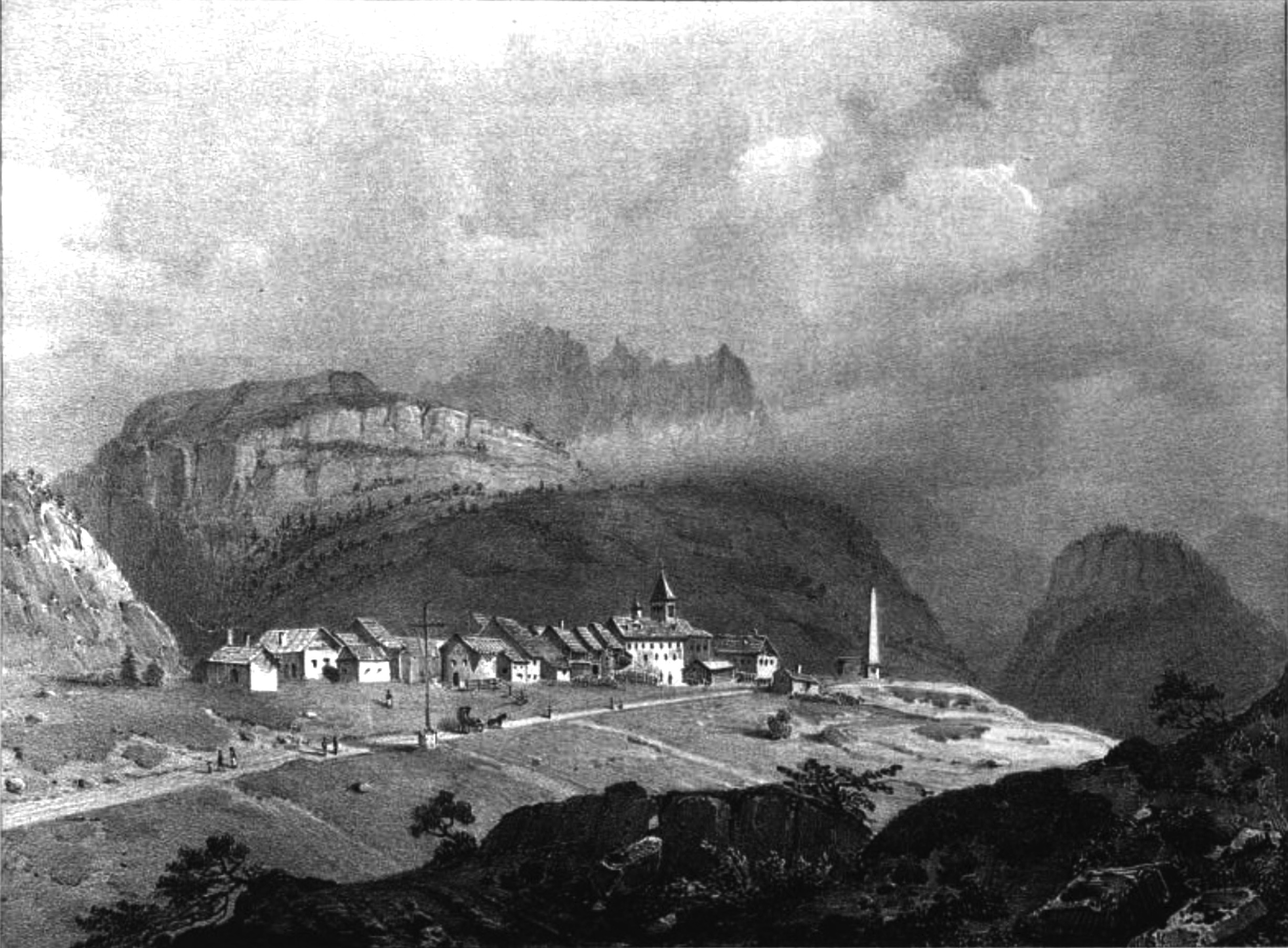
Montgenèvre au XIXe siècle, lithographie de Victor Cassien (1808 - 1893).
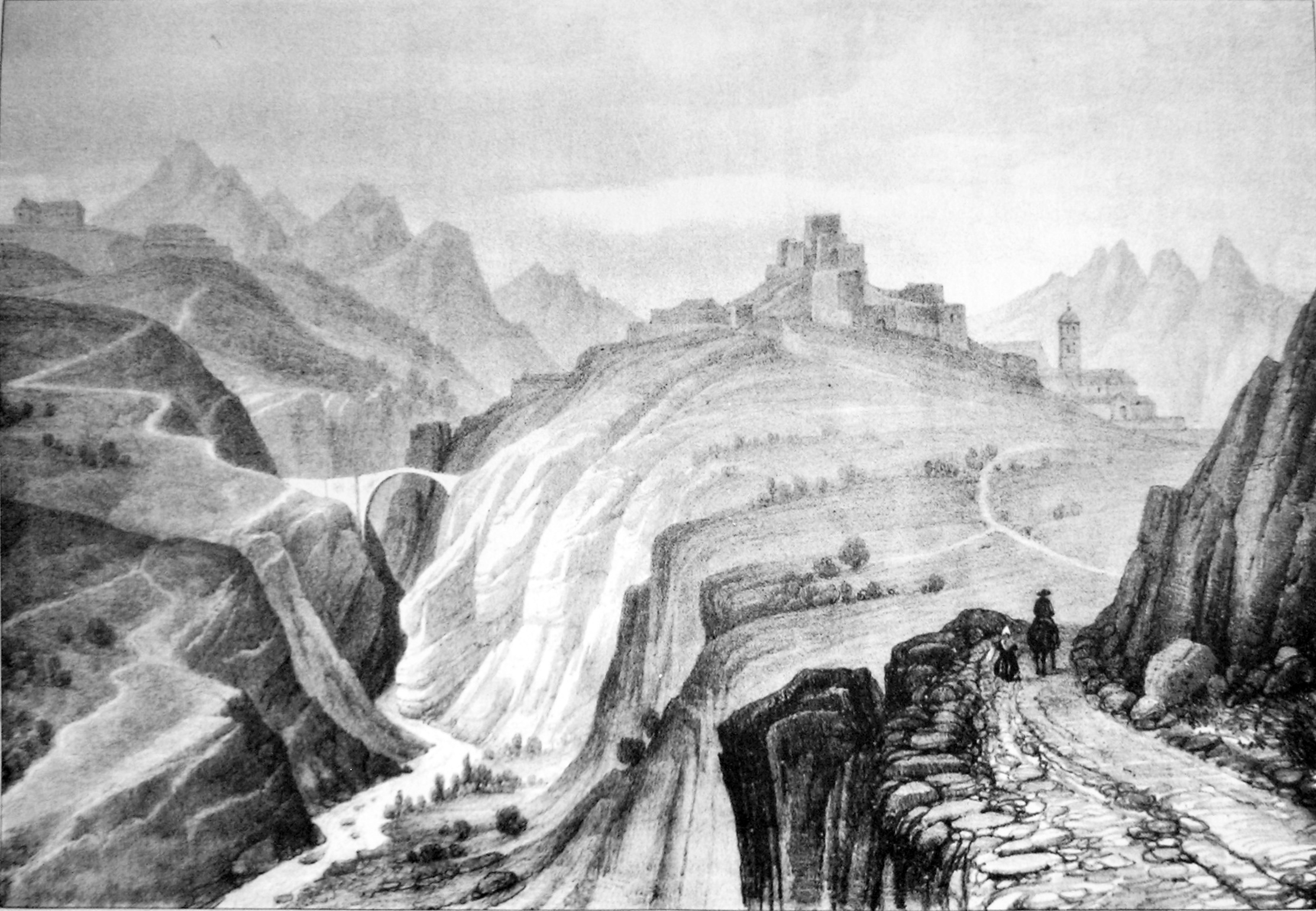
Briançon, par Alexandre Debelle, avant 1836.
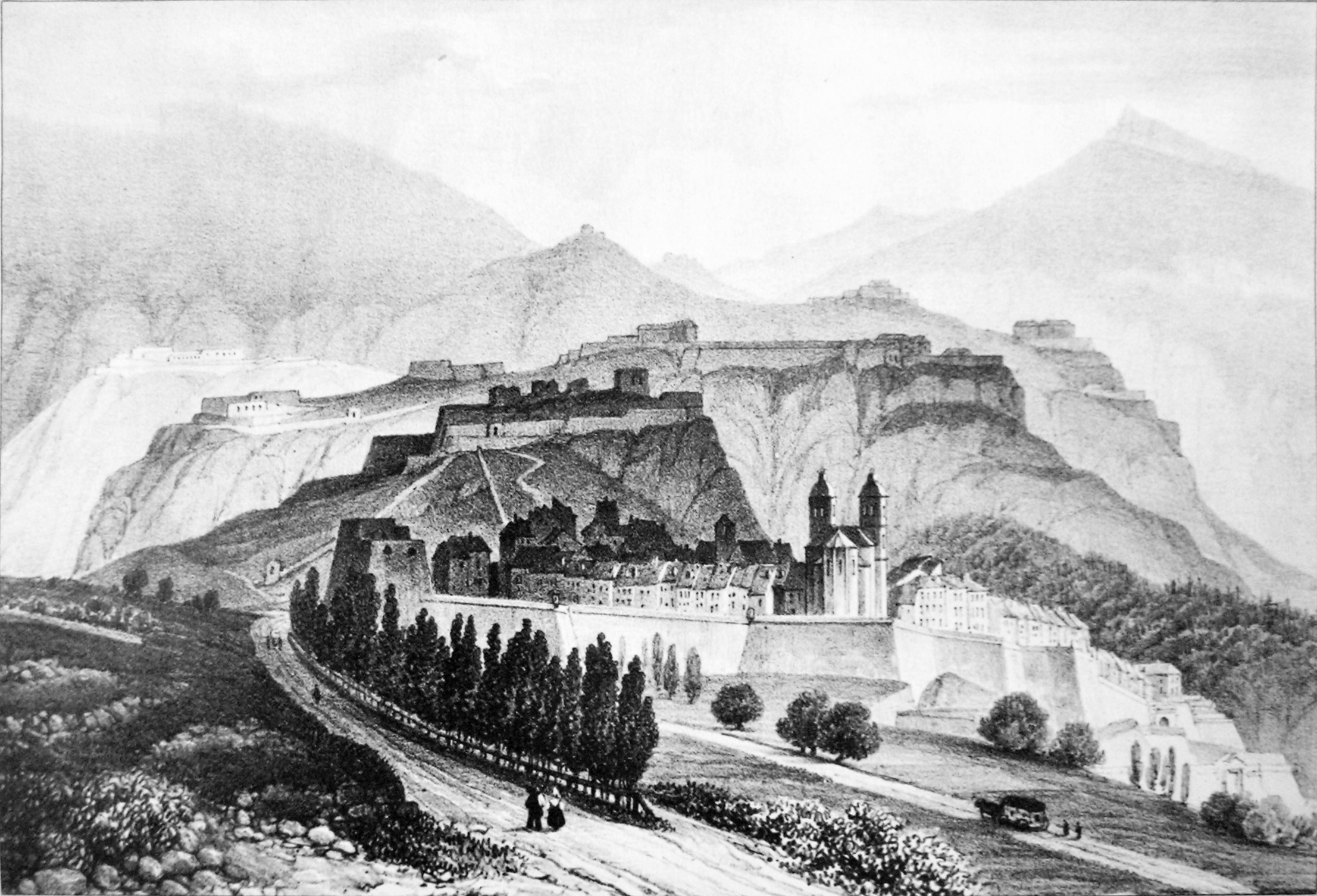
Briançon, par Alexandre Debelle, avant 1836.

#### L'essor de l'alpinisme et du tourisme
À la fin du XIXe siècle et durant le XXe siècle, le tourisme se développe en briançonnais, en lien notamment avec l'alpinisme, puis avec les sports d'hiver, dont le ski alpin.

## Les savoir-faire du Briançonnais
Les savoir-faire du Briançonnais font partie de l'Inventaire du patrimoine culturel immatériel en France. 

### L’élevage et la production de laine
L'élevage et la production de laine dans le Briançonnais est une pratique inscrite à l'inventaire du patrimoine culturel immatériel en France depuis 2015.  

#### Historique
Dès les XIVe et XVe siècles, la région du Briançonnais, en vallées de la Clarée et de la Guisane, avaient développé une remarquable industrie drapière. Les torrents fournissaient l’eau permettant d’alimenter en énergie les « foulons ». Les foulons sont des bâtiments, aussi appelés moulins, à l’intérieur desquels un tronc d’arbre tourne grâce à une roue hydraulique. Des maillets s’actionnent sur le tronc pour venir taper contre le tissu à fouler.  
En 1343, la « Charte des libertés » est promulguée. C’est à l’initiative du dauphin Humbert II que ce texte, aussi appelé « Charte des Escartons », a conféré de nouveaux statuts aux habitants de la région. En effet, elle promulguait tous les habitants francs et bourgeois. Ce nouveau statut social, leur accordait de nouvelles libertés comme celle de se déplacer et de commercer dans toute la province du Dauphiné sans être soumis aux taxes, alors en vigueur sur le reste du territoire.  
Malgré ces avantages et l’engouement de la région pour la fabrication des draps, les Briançonnais du XIVe siècle étaient une population pauvre, car les échanges commerciaux étaient difficiles. Les ventes effectuées dans le Piémont représentaient la plus grande source de revenu pour les tisserands. Les excédents de la laine étaient pour leur part exportés vers le Diois, région naturelle du département de la Drôme, et la Provence. Ce manque d’échanges ne permit pas aux briançonnais de subvenir à leurs besoins grâce à la fabrication et au tissage de la laine.  
En 1643, tout en confirmant les privilèges acquis par la Charte des Libertés, le Grand Conseil demanda aux commerçants du Dauphiné de se munir d’un certificat justifiant de leur activité : un « passavant ». En 1778, une seconde contrainte de taille fut imposée aux habitants : les ventes de peaux, de bétail, de cuirs étaient désormais taxées. Une véritable contrebande fit alors son apparition si bien qu’en 1728 l’intendant Fontanieu imposa à la contrebande un « droit exorbitant ». L’exportation de la laine filée fut ainsi prohibée du Dauphiné vers la France. L’administration sarde imposera également une taxe aux Briançonnais.  
En 1789, le subdélégué Bonnot écrira une lettre stipulant que la région du Briançonnais subissait depuis quelques années les conséquences de récoltes très médiocres, si bien qu’il fallait encourager le développement de nouvelles industries textiles. 
Les laines de montagne, appelées « ravats », étaient alors grossières : elles ne pouvaient servir qu’à la fabrication d’étoffes. Les fabriques de bas prospéraient sous l’Ancien Régime, deux types de bas de laine étaient alors distingués : 
- les bas de laine grossiers, conçus à l’aiguille par les habitants de Cervières, vendus à un bas prix ; 
- les bas de laine drapés, fabriqués dans les manufactures du Bas-Dauphiné, qui avaient plus de valeur. 
Dans les années 1860, Jacques Blanchard fonda la filature Blanchard. L’usine évoluera pour prendre sa forme actuelle de la fin du XIXe siècle. En particulier, le bâtiment en bordure de Guisane fut construit en 1903 et la fabrique électrifiée en 1905. Cette filature fonctionna jusqu'en 1968, époque à laquelle elle deviendra la dernière manufacture textile du Briançonnais. En 1976, Longo Maï acheta la filature alors inactive : l’ancien propriétaire, en plus des locaux, lui transmit également son savoir-faire.  
L’ère industrielle a provoqué l'abandon de l’utilisation de la laine. Aujourd’hui, les éleveurs se font rares et les usines de transformation ont fait faillite. 
L’élevage des bêtes à laine dans le Briançonnais était auparavant pratiqué par beaucoup de familles, parallèlement à l’agriculture. La grande majorité des familles élevait des moutons, car ces bêtes étaient une source de laine pour les vêtements, les couvertures ou les matelas, de fumier pour l’agriculture, et de viande pour la nourriture. Les valeurs produites par ces animaux étaient donc exploitées au maximum. Les bêtes étaient généralement de race Ravas, choisies pour leur adaptation au climat local. L’élevage était une pratique familiale : toutes les étapes étaient contrôlées et les tâches distribuées au sein de la famille. L’ensemble de l’élevage était conditionné par le climat, assez sec et avec des écarts de températures importants dus à l’altitude. Les éleveurs pratiquaient la transhumance hivernale et se dirigeaient vers la frontière italienne pour mettre les animaux en pâture plus longtemps. Généralement, l’élevage était un moyen indispensable pour obtenir des revenus complémentaires.

#### Présentation
Plusieurs étapes constituent la production de la laine du Briançonnais:
- L’élevage dans le Briançonnais a été transformé, à la fois par l’exode rural et par l’évolution de la région en lieu touristique attractif. Il y a peu d’exploitations, mais celles qui subsistent regroupent beaucoup plus de bêtes qu’auparavant. La Chambre d’Agriculture des Hautes-Alpes comptait, en 2010, environ 450 exploitations et 175 000 brebis. Au fil des décennies, les races élevées ont changé et les exploitations se sont tournées vers la Commune des Alpes et la Préalpes, qui est toujours présente aujourd’hui. Cette laine est majoritairement achetée par des négociants et exportée. Toutefois certains acteurs de la filière, comme la Maison des Bêtes à Laine, cherchent à améliorer son exploitation au niveau local. Aujourd’hui, les éleveurs de la région de Briançon gèrent les alpages selon des secteurs et des règles précis de manière à exploiter les ressources locales tout en préservant les différents terrains.  
La tonte est une activité qui consiste à enlever totalement la laine des bêtes. Elle est considérée comme nécessaire pour les éleveurs. La tonte, et en particulier l’enlèvement de la laine souillée et mouillée, protègent les bêtes d’infections par des larves. Traditionnellement, la tonte des bêtes à laine s’effectue à la fin du mois de février ou au début du mois de mars, pour avoir une laine fournie au mois de mai et juin. La tonte était réalisée à l’aide de forces, qui sont des ciseaux métalliques.  Aujourd’hui, elle est plutôt effectuée avec des tondeuses à moteur et toujours aux mêmes périodes de l’année. Par ailleurs, la Maison des Bêtes à Laine adopte une attitude pédagogique et étale les périodes de tonte dans le temps pour effectuer des démonstrations et valoriser les techniques. 
Après avoir récupéré et trié la laine, celle-ci est lavée à l’eau pour la blanchir. On commence par enlever les saletés les plus « grossières » à la main. La laine est ensuite dégraissée, et enfin rincée. Cette tâche est effectuée peu de temps après la tonte, pour éviter que la laine moisisse. La durée varie selon la quantité de laine à traiter. Ces pratiques manuelles perdurent aujourd’hui même si dans les filatures plus importantes les procédés sont mécanisés.  
Le lavage est suivi du battage de la laine, pour enlever l’eau de la toison. Ensuite, la laine est séchée. Auparavant le séchage avait lieu sur les toits les plus bas des maisons, pendant environ deux jours. Une fois lavée et sèche, la laine est remisée jusqu’à l’automne. Pour rendre la laine plus facile à travailler, il faut passer par l’étape du cardage, qui consiste à peigner la laine. À l’aide de deux cardes à main, il faut brosser les fibres de manière à obtenir une laine de qualité, régulière et plus facile à filer. Dans le passé, cette tâche était opérée uniquement par des femmes ; elles utilisaient une carde, un peigne métallique à main, ou une escardale, un banc avec un peigne intégré. Éventuellement, d’autres peignes étaient utilisés pour éliminer les fibres courtes et obtenir un ruban plus régulier qu’à l’issue du cardage.  
La dernière opération est celle du filage. Plusieurs méthodes sont utilisées : soit la laine est filée au fuseau, soit avec un rouet, pour pouvoir la mettre en bobine. Pour pouvoir obtenir une laine prête à tricoter, on utilise plusieurs fils qu'on lie entre eux. Les femmes étaient généralement chargées de cette tâche, mais la mécanisation de la filière a modifié ces habitudes.

#### Apprentissage et transmission
L'élevage et la transformation de la laine sont des activités très anciennes, qui ont su évoluer et se transmettre au fil des siècles. L'élevage des races animales domestiques dépend d'un travail de sélection initié par l’homme depuis le néolithique. Chaque race résulte ainsi d’une sélection et d’une adaptation perpétuelles au milieu, aux sols et aux climats. De la même manière le travail de la laine a suivi plusieurs évolutions qui concernent à la fois la sélection de races produisant de laines de meilleure qualité et la création d’outils de travail adaptés.  Aujourd’hui la mécanisation de certaines activités implique une redéfinition des pratiques et du métier, à ceci s’ajoute la découverte des fibres synthétiques et les évolutions des modes de vie qui ont mené à la fragilisation de la filière depuis une cinquantaine d'années. 
Toutefois cette ressource naturelle et renouvelable reste une matière essentielle pour la création et ses savoir-faire continuent à être transmis. En particulier, des activités spécifiques sont menées par les acteurs du secteur dans le Briançonnais : 
- La maison des « Bêtes à laine » est un lieu de transmission où des ateliers pédagogiques (stages, ateliers avec des groupes d’écoles) sont organisés régulièrement. À l'issue de ces formations, certains participants ont démarré une activité professionnelle autour de la laine.
- L’association ATELIER Laines d'Europe, constituée autour de la laine et de l'élevage, organise des rencontres, des stages et des formations, facilitant l’échange entre porteurs de savoirs et producteurs. ATELIER apporte aussi une aide « logistique » aux éleveurs pour trouver les bons interlocuteurs.

#### Des liens avec l'environnement, l'écologie et le développement durable
Les pratiques d’élevage et de transformation de la laine dans le Briançonnais s’inscrivent dans une démarche de développement durable pour différentes raisons. 
La laine est une matière première renouvelable et locale qui, en plus, utilise peu de produits polluants dans sa transformation. L’utilisation de teintures végétales obtenues des plantes tinctoriales (gaude, garance…), et appliquées selon des méthodes traditionnelles, comme le bouillon, permet de ne pas employer de produits chimiques mais uniquement des ressources naturelles non polluantes.
L’élevage ovin, avec le pastoralisme et la filature de la laine, sont un ensemble de pratiques qui s’adaptent au territoire, à ses ressources et à ses changements.  
La tendance moderne s’oriente vers la spécialisation de l’exploitation des ressources et la recherche d’une efficacité extrême au détriment de la résilience du système. La conséquence est aussi la production de déchets parce que chaque processus n’est pas conçu dans une logique d’économie circulaire. A contrario de cette pratique néfaste pour l’environnement, certains éleveurs locaux s’inspirent d’anciennes pratiques et cherchent de nouveau à limiter la spécialisation des troupeaux afin d’exploiter dans la globalité leurs produits : viande, lait, laine, fumier.
L’élevage permet aux agriculteurs de produire leur propre fumier, à partir notamment des résidus provenant des moutons (excréments, chute de laine), et ainsi de ne pas utiliser des produits phytosanitaire nocifs. Le pâturage en alpage, pendant la période estivale, se fait selon des règles qui permettent d’assurer une alimentation naturelle des bêtes, tout en préservant les terrains locaux. Dans certains contextes territoriaux, le pâturage favorise l’entretien des prairies et des bois, et se révèle bénéfique à une pratique de prévention des incendies. Du point de vue de l’apprivoisement énergétique, le cas de la filature Longo Maï-Chantemerle est particulièrement intéressant puisqu’elle utilise une énergie locale des torrents pour produire l’électricité nécessaire à son activité et se sert principalement de laines locales.

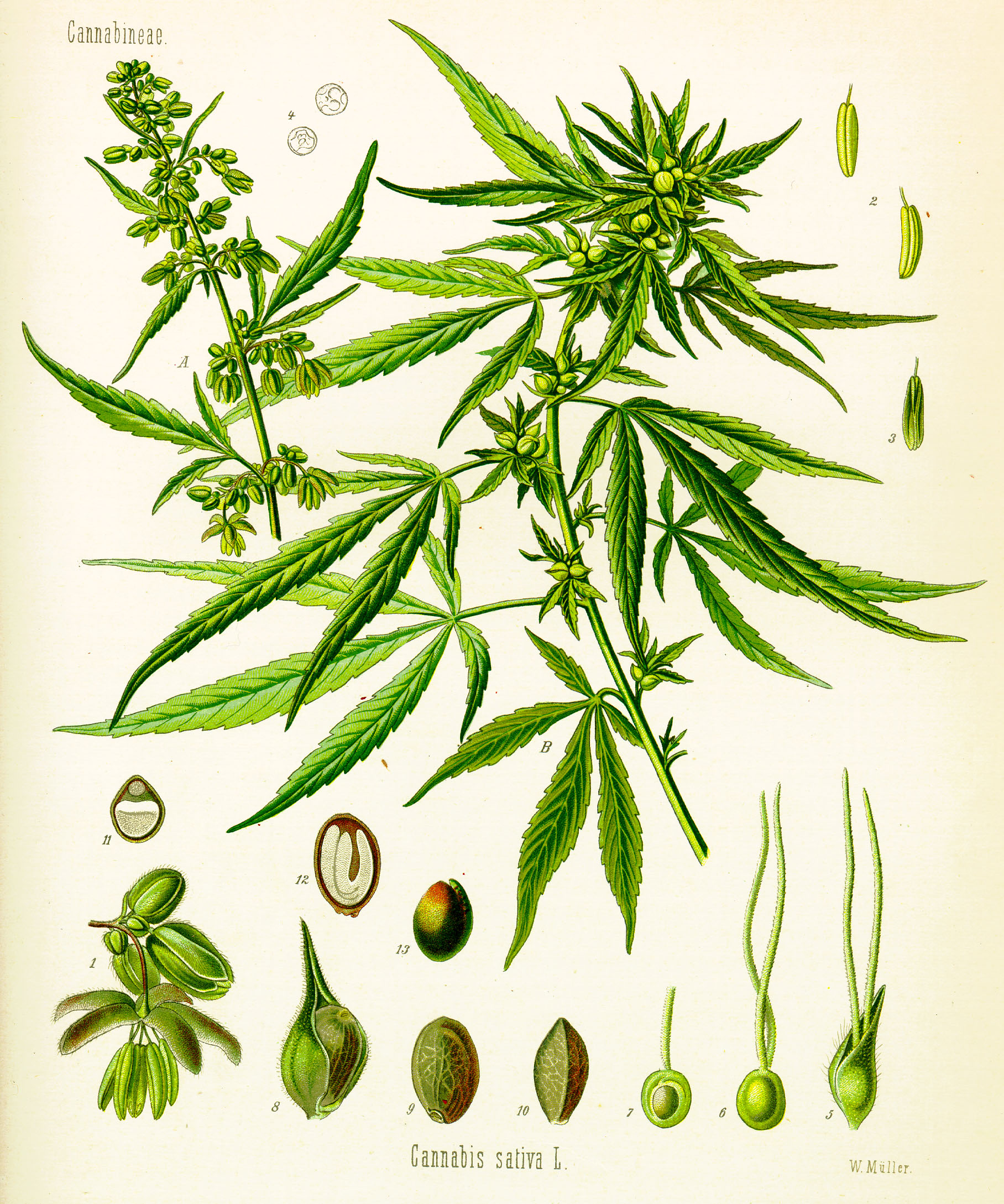
Planche botanique du Chanvre

### La culture du chanvre textile

#### Présentation
Le chanvre est une plante à floraison annuelle appartenant à la famille des Cannabaceae. Une fibre est extraite de la tige de la plante, et est employée pour la confection de différents textiles.
La fabrication du chanvre textile se pratiquait jusqu’au milieu du 20e siècle dans plusieurs communes aux environs et dans la ville Briançon, localisée dans les Hautes-Alpes, dans la région Provence-Alpes-Côte d’Azur.
Les zones de plantation du chanvre ont toujours été les mêmes dans la région du Briançonnais. Les graines provenant des récoltes des années antérieures, étaient semées à une certaine distance les unes des autres pour obtenir des tiges épaisses, et inversement, elles étaient rapprochées lorsque les paysans désiraient réduire l’apparition de mauvaises herbes.
L’eau, acheminée par les canaux du Briançonnais, permettait d’irriguer ces cultures durant le mois d’août. Le temps de pousse était d’environ quatre mois.

#### Historique
Dès les XIVe et XVe siècles, le tissage et le filage du chanvre et de la laine étaient des techniques connues par les habitants du Briançonnais. La vie économique de la région s’avérant restreinte, les paysans avaient la nécessité de concevoir leurs propres vêtements.
Au 18e siècle, les Briançonnais étaient spécialisés dans la confection de draps et la ville de Briançon était d’ailleurs réputée pour ses marchés. En 1827, la première usine textile fut construite à La Salle. La fabrique Charbonnel comprenait alors plus de soixante métiers à tisser et près de deux-cent trente ouvriers. Au milieu du siècle, une dizaine d’autres établissements de ce type ouvrirent dans la région.
À partir de 1914, la plupart des artisans du chanvre du Briançonnais avaient disparu, laissant place à de grandes firmes françaises. Durant l’après-guerre, de nombreux habitants migraient vers de zones plus urbanisées. 
Le 20e siècle a limité la culture du chanvre à cause des lois anti-drogue. Le prix du chanvre cultivé dans les pays étrangers (Argentine ou Australie) a favorisé l’abandon de cette culture et de ses usages textiles en France.
Aujourd’hui, les cordes naturelles ont été majoritairement remplacées par des cordes en fibres synthétiques, qui ont de meilleures propriétés : Les cordes en polypropylène ont la qualité de flotter sur l’eau ; Les cordes en nylon offrent une certaine élasticité ; Les cordes en acier sont plus rigides. 
La culture du chanvre textile dans le Briançonnais a été inscrit à l'Inventaire du patrimoine culturel immatériel en France en 2015. 

#### Technique de fabrication

##### La semence et les récoltes
Les graines provenant des récoltes des années antérieures, étaient semées à une certaine distance les unes des autres pour obtenir des tiges épaisses, et inversement, elles étaient rapprochées lorsque les paysans désiraient réduire l’apparition de mauvaises herbes.
Le temps de pousse était d’environ quatre mois.
Les tiges courtes doivent être arrachées en août tandis que les plus longues devaient être récoltées en septembre. Le regroupement de plusieurs tiges est nommé un massoun et plusieurs massouns sont appelés des bouirels .
Les paysans sèchent les tiges au soleil afin d'en récupérer les graines, en les fouettant sur un drap ou le sol ou en les peignant.

##### De la tige aux fibres

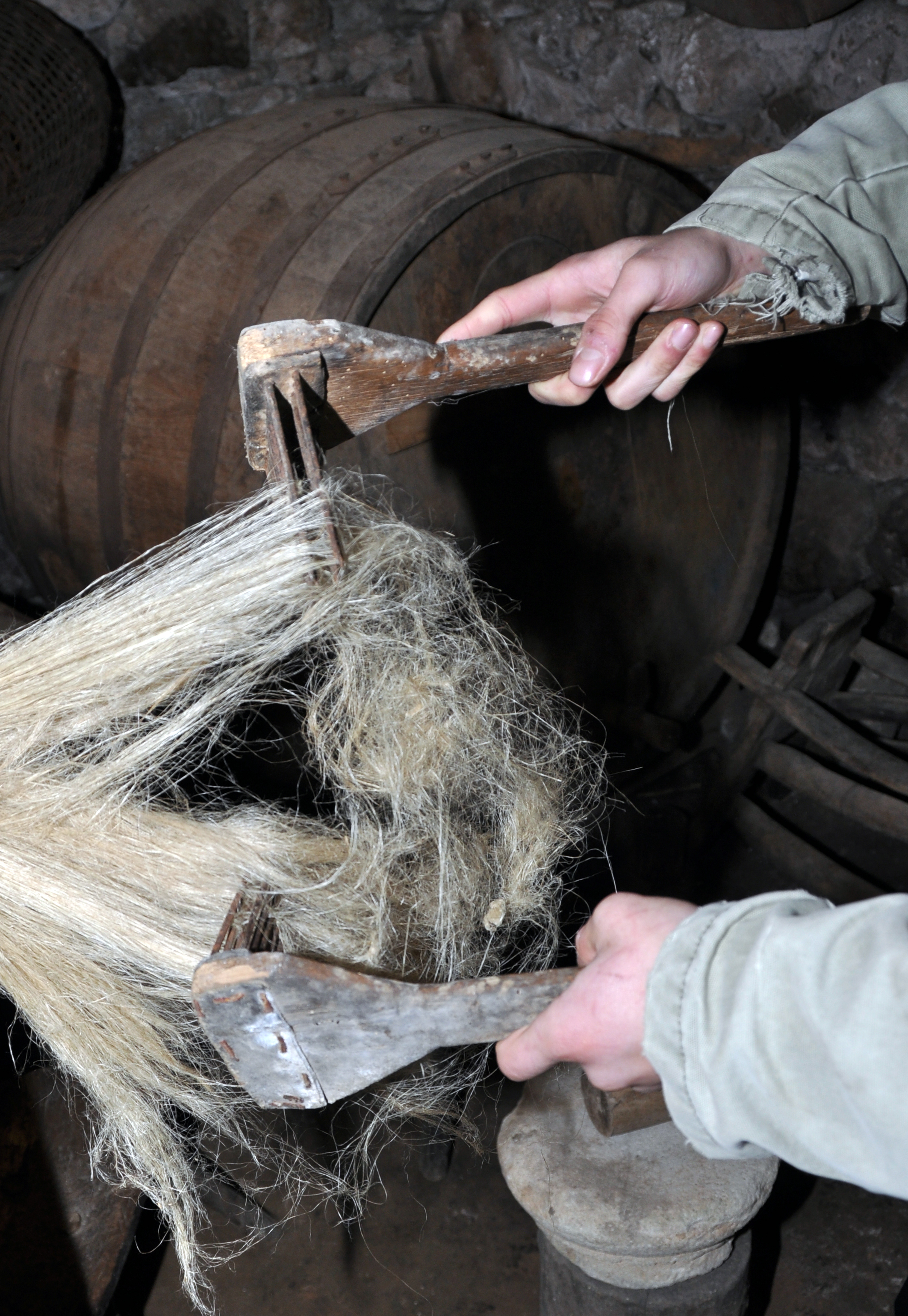
Fibre de chanvre textile

La première étape est le rouissage. Cela consiste à séparer les fibres entre elles en gorgeant les bouirels d'eau de source dans des trous, les naïs . Afin de contrôler le niveau de l'eau, les paysans prêtaient attention à la formation d'une couche de mousse, la nito .
Après 40 jours, on pouvait retirer les  bouirels des naïs et les laisser encore sécher. 
Le teillage est le geste qui consiste en la séparation des fibres de manière manuelle, généralement lors de veillées. 
On brise le pied de la tige et le morceau de tige restant, le chandillou était utilisé en tant qu'allumette.
Sur un plot creusé, le coustouluoiro, étaient entreposées les tiges. Cela permettait aux paysans de leur donner des coups à l'aide d'un maillet en bois.
On appelait les groupes de fibres,  les  duas Ces fibres étaient ensuite ouvertes et peignées.

##### Des fibres de chanvre au fil
Afin d'obtenir un fil, il est nécessaire d'étirer puis d'enrouler entre elles plusieurs fibres. 
La machine à tisser est composée d’un cadre en bois dans lequel des tiges fabriquées en chêne sont fixées sur les deux extrémités horizontales. Les fils sont suspendus à la première tige, et sont passés au-dessus puis en dessous d’une autre tige de chêne.

#### Transmission et sauvegarde
De nos jours, peu de briançonnais font encore usage de cette technique et s'intéressent davantage à de nouveaux domaines d'activités.
La Société Géologique et Minière du Briançonnais organise depuis 2009, la « Journée des savoir-faire oubliés » qui est destinée aux écoliers et leurs familles, aux briançonnais, et aux touristes.

#### Liens avec le développement durable
Le chanvre possède de grandes qualités écologiques connues depuis des siècles : 
S’il est cultivé depuis plusieurs millénaires, c’est parce qu’il pousse naturellement. Il s’agit d’une plante très résistante aux maladies, qui ne nécessite pas d’interventions phytosanitaires (fongicides, insecticides, etc.) durant son cycle de croissance.
Vu que le chanvre croît très rapidement après la récolte, il empêche naturellement aux mauvaises herbes de se développer. La croissance de ces dernières est aussi limitée par la capacité du chanvre de résister à la sécheresse, en allant chercher l’eau dont il a besoin, très en profondeur. 
Le fait que cette plante soit psychotrope éloigne les insectes, quand la dureté de sa tige dissuade les rongeurs. 
Sa croissance rapide permet aux agriculteurs d’avoir un grand rendement sur une petite surface et d’utiliser les champs pour d’autres cultures. 
Les feuilles de chanvre constituent à elles seules un engrais. 
La qualité du système racinaire du chanvre ameublit le sol en profondeur et mène à une amélioration de sa composition. 
La plante peut être utilisée pour divers procédés (ex. fabrication textile, matériaux de construction) pour lesquels chaque partie est exploitable. En plus de la fibre pour la fabrication d’un tissu naturel et renouvelable, le bois intérieur (chènevotte) sert de paillage en horticulture, de litière pour les animaux, et dans l'éco-construction (enduits chaux-chanvre, dalle de béton de chanvre). La graine ou chènevis trouve son emploi dans l'alimentation animale, quand la graine bio est consommée dans l'alimentation humaine sous forme d'huile ou en farine. Le chanvre ne produit donc pas de déchets, et permet une exploitation multi-filière de la totalité de la récolte. 
Un hectare de chanvre peut capturer 10 tonnes de CO2 par an. Après le chanvre, seuls les rendements du blé sont meilleurs.

#### Sources
- Houdayer H. (2001), « Cannabis ou la métaphore du lien », Psychotropes, vol. 7, p. 35-52.
- Lestournelle R. (réédition 2008), Le chanvre textile en Briançonnais, Société Géologique et Minière du Briançonnais SGMB.
- Veyret-Verner G. (1939), « L'industrie textile dans le département des Hautes-Alpes », Revue de géographie alpine, tome 27, n° 3, p. 625-646.
- Fiche du PCI sur le savoir faire du briançonnais : La culture du chanvre textile

### La fabrication de la chaux

#### Historique
Dans la Grèce antique, la technique de la transformation de la chaux existait et le métier de chaufournier y était attaché. Il définit une personne qui travaille ou exploite un four à chaux. 
Les Briançonnais utilisent les fours à chaux depuis plusieurs siècles : le premier document en attestant date de 1396. Le Briançonnais était une région naturellement pourvue de riches ressources de charbon. La matière première n’ayant que très peu de valeur marchande, il était important d’établir le processus de transformation dans les lieux où elle se trouvait. Depuis la fin du XVIIe siècle, lors de la construction et du renforcement par Vauban des fortifications de la ville de Briançon, classées aujourd’hui au patrimoine mondial de l’UNESCO, la chaux fut grandement utilisée.  
Ajoutée à la protection des forêts dans le Briançonnais, l’odeur dégagée par les fours durant la chauffe a engendré la mise en place de normes de réglementation au cours du XIXe siècle. À la suite du décret impérial du 15 octobre 1810, les habitants souhaitant faire fonctionner un four devaient effectuer une demande d’autorisation. Dans cette demande, le chaufournier mentionnait l’emplacement exact du four, qui devait, entre autres, être à plus d’un kilomètre des forêts. Les responsables des fours s’engageaient aussi à contrôler leur four durant toute la durée de l’opération. Les fours temporaires devaient être détruits après utilisation, afin qu’ils ne deviennent pas des fours permanents. Toutefois, les Briançonnais étaient peu attachés à ces contraintes, raison pour laquelle il reste tant de vestiges de fours dans la région.  
En 1827, un nouveau Code forestier est rédigé, stipulant que seule l’utilisation de bois privé est autorisée. L’utilisation des fours à combustible charbon va ainsi très largement s’accroître.  Les plus petits fours étaient utilisés de manière occasionnelle, quand les plus grands servaient régulièrement aux habitants. Certaines sources évoquent des fours communaux publics, où la présence d’un chaufournier n’était pas requise et une personne s’occupait alors d’effectuer une ou plusieurs cuissons durant une année. 
Les fours étaient généralement mis en fonction au printemps, lorsqu’il n’y avait plus de neige, et que l’activité dans les champs n’avait pas encore repris. Il existe plusieurs périmètres de regroupement des fours à combustible charbon : l’hypothèse soumise est qu’il existait des « quartiers de fours », construits dans des zones précises, où chacun avait son propre four à chaux. Les fours à combustion bois, trop grands pour laisser croire à un entretien individuel, étaient de fait utilisés de manière collective. 
La chaux était généralement utilisée pour bâtir des maisons de particuliers ou des édifices collectifs. Des écrits témoignent notamment de ces précisions quant à l’utilisation de la chaux pour reconstruire des maisons, ou pour bâtir les fortifications de la ville de Briançon. Dans la seule région du Briançonnais, plus de deux cents fours ont été recensés. Les paysans-mineurs n'ayant pas les moyens d'acheter leur chaux, préféraient la fabriquer eux-mêmes. 
C’est après les années 1930 que l’utilisation des fours à chaux a très largement diminué. Entre 1945 et 1950, de rares fours ont continué à être mis en activité, puis cette pratique s’est presque complètement interrompue.   
Comme les édifices anciens de la région étaient bâtis avec des enduits faits de chaux aérienne, il serait envisageable que, lors des projets de restauration, les architectes des Bâtiments de France incitent l’utilisation de la chaux produite localement et selon des techniques traditionnelles. 
La fabrication artisanale de la chaux a été inscrite à l'inventaire du patrimoine culturel immatériel en France en 2015. 

#### Présentation
Les techniques de fabrication de la chaux permettent d’obtenir cette matière finale à partir de pierres calcaires, selon des procédés qui prévoient la construction de four. Une fois chauffées dans les fours à l’aide de briquettes de charbon, entre 850 et 1 200 °C, ces pierres blanchissent et se transforment en chaux. Physiquement, le calcaire libère son gaz carbonique et se transforme en une matière appelée « chaux vive ». Pour cela, il est absolument nécessaire de faire cuire les pierres au cœur. Eteinte avec de l’eau, elle devient donc de la chaux «éteinte», hydratée, épaisse et facile à étaler. 
A l’air libre, cette chaux hydratée va enfin se recombiner au dioxyde de carbone atmosphérique, le gaz carbonique de l’air, elle durcit et le calcaire se reforme. Cette phase, dite de carbonatation, a une durée très variable entre dix ans et plusieurs milliers d’années.  
La chaux est un matériau ancestral qui détient de nombreuses qualités constructives. Les Briançonnais l’utilisaient principalement pour la fabrication des mortiers, des enduits de façade et des fresques, mais la chaux peut aussi être utilisée dans différents domaines. Par exemple, la chaux calcique permet d’apporter du magnésium aux terres agricoles trop acides ; ajoutée au métal, la chaux aérienne provoque une extraction des impuretés.  
Dans la région du Briançonnais, deux types de combustibles sont utilisés pour faire fonctionner les fours : le charbon et le bois. Selon le combustible choisi, la technique de fabrication du four diffère.

#### Apprentissage et transmission de l'élément
Dans la région du Briançonnais, Félix Clément, dernier chaufournier, a formé cinq personnes à ce métier qui ont elles-mêmes diffusé leur savoir. Depuis, ces personnes organisent des activités et réalisent des travaux documentaires permettant à ces savoir-faire de perdurer. Pour les fours à combustible charbon, la SGMB, s’est appuyée sur les témoignages de Félix Clément et sur des témoignages indirects avant d'effectuer des tests afin de mieux comprendre et de compléter les informations reçues. Pour les fours à combustible bois, aucun témoin n'a été retrouvé : le savoir de la SGMB s'est construit par l'observation du four découvert en 2005, des essais de reconstruction et de mise en chauffe. Les secrets de fabrication des fours et de transformation de la chaux étaient généralement gardés et transmis au sein de communautés réduites (les familles par exemple). 
Raymond Lestournelle et Frédéric Châtel, de la SMGB, ont fait un grand travail de recensement des fours de la région.  
A l’espace Fours de Villar-Saint-Pancrace, la SMGB met à disposition des bénévoles pouvant effectuer des visites guidées, des expériences chimiques avec la chaux, des présentations ou des projections de films.  
La « Journée des savoir-faire oubliés », fête annuelle se déroulant dans l'espace précédemment cité, permet de rassembler différents types de personnes autour de la problématique de la perdition de ces savoir-faire. Un rôle central dans cet événement est joué par Jean Paul Fine qui s’engage depuis plusieurs années dans la construction et mise en marche d’un mini-four à chaux à briquettes de charbon. Ce qui permet à la fois de perpétuer cette technique et de la faire connaître à un plus grand public.

#### Liens avec l'environnement, l'écologie et le développement durable
La technique de transformation de la chaux a été initialement développée dans la région du Briançonnais, en raison d’une disponibilité sur place de tous les matériaux nécessaires à sa fabrication. Ainsi, cette technique permet un emploi des ressources locales qui ne seraient pas autrement valorisées : pierre calcaires qu’on trouve dans les rivières, chute de bois, poudre de charbon. Fait corollaire, les techniques ont été adaptées à ces ressources pas exploitables à l'échelle industrielle; le pétri par exemple a été créé afin de mieux exploiter le charbon sous forme de poudre.
La construction et l’utilisation des fours à chaux ont un impact minimal sur l’environnement, contrairement aux usines actuelles de fabrication de chaux industrielle ou des carrières de récupérations des pierres. En effet, une fois utilisés pour exploiter les ressources locales, ces fours peuvent être détruits et les matériaux de construction naturels utilisés réintègrent leur environnement.  
Les Briançonnais ont employé largement la chaux dans le bâtiment. Au-delà des raisons esthétiques, les enduits et les mortiers en chaux se révèlent perméables à la vapeur d’eau, très imperméables aux eaux de ruissellement et présentent une bonne résistance au feu et au gel. Ils sont aussi insecticides et fongicides. Aujourd’hui, mélangée aux tiges de chanvre, la chaux permet de construire du béton de chanvre, un matériel de construction compact, isolant et régulateur de l’hygrométrie.  
L'utilisation de la chaux est très répandue dans l'agriculture. Elle est utilisée dans l’amendement calcique des terres agricoles, dit chaulage, qui permet de réguler le pH des sols trop acides. Dans les terres argileuses, elle réagit avec l'argile (« floculation ») et permet aux plantes d'avoir un accès plus simple aux engrais et nutriments, ce qui permet une meilleure croissance. Elle apporte aussi du calcium et du magnésium aux terres. Enfin, la chaux peut servir de désherbant, notamment contre la mousse qui prolifère sur les terrains acides.

## Sites, lieux et monuments
- Le patrimoine et l'histoire du Briançonnais.
- Liste des monuments historiques de Briançon.
- Les sites classés ou inscrits
- Vallée de la Clarée et Vallée étroite, Communauté de communes du Briançonnais.
- Une partie du territoire est concernée par le parc national des Écrins, qui a été créé le 27 mars 1973.

## Culture

### Le Briançonnais dans la peinture

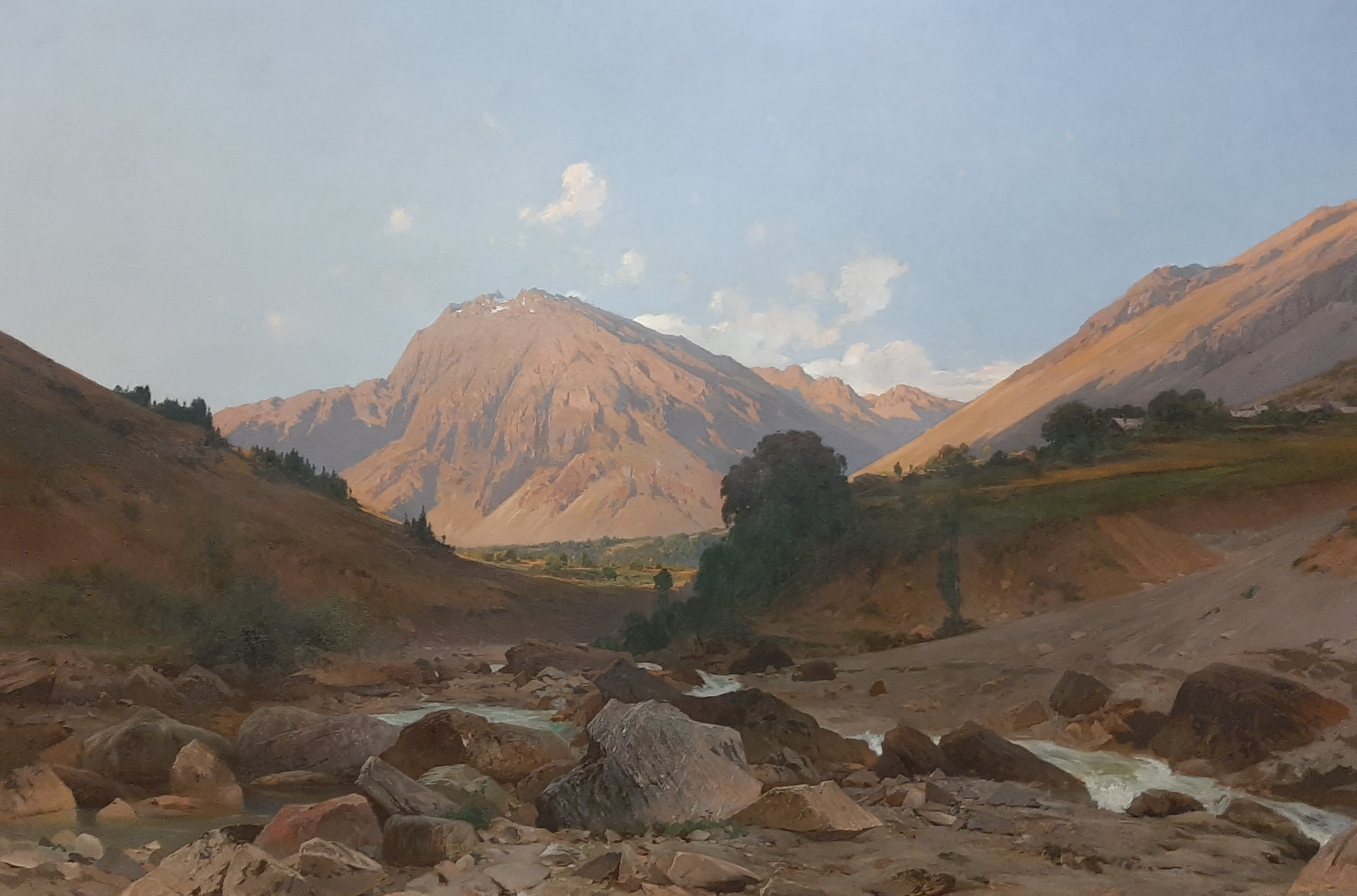
Laurent Guétal, Une vallée dans le Briançonnais, Musée de Grenoble

Le Briançonnais a été un sujet fréquuemment peint par les peintres paysagistes de l'École dauphinoise. En particulier Laurent Guétal y a peint un de ses plus fameux tableaux représentant le Lac de l'Eychauda.

### Une danse locale: le bacchu-ber

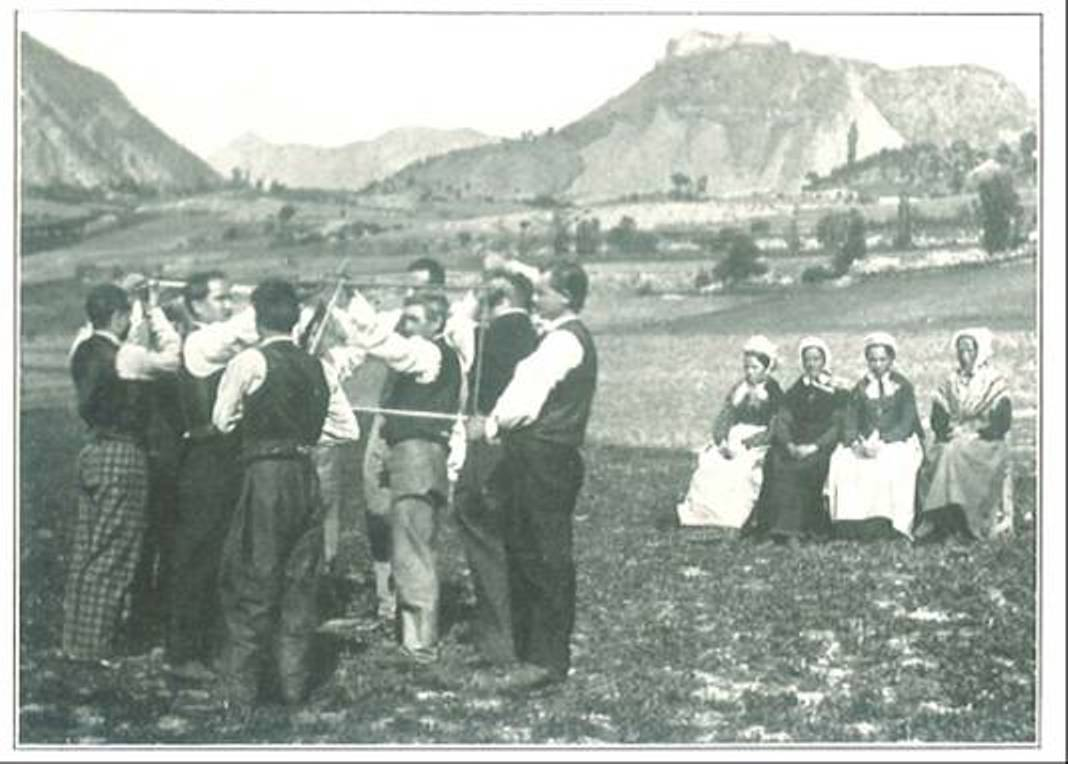
Le bacchu-ber, danse des épées dans le Briançonnais en 1877.

Le bacchu-ber est une danse traditionnelle d’épées d'un quartier de Briançon dont l’origine remonte à plusieurs siècles.

### Personnalités liées au Briançonnais
- Oronce Fine (1494-1555), mathématicien, astronome et cartographe, premier titulaire de la chaire de mathématiques du collège de France, inventeur d’une nouvelle projection cartographique du monde.
- Jean-Antoine Morand de Jouffrey (1727-1794), architecte, urbaniste et peintre lyonnais. Créateur du quartier des Brotteaux à Lyon (6e arrondissement). Chevalier de l'ordre de saint-Michel.
- Giovanni Francesco Zarbula, peintre cadranier piémontais du XIXe siècle qui a réalisé de nombreux cadrans solaires dans le Briançonnais[18] et d'autres zones géographiques proches (Savoie, Piémont italien, vallée de l'Ubaye, Queyras).

- André Georges (1902-1963), alpiniste et membre éminent du Club Alpin Français, ayant vécu à Briançon.
- Georges Bermond-Gonnet (1921-1990), joueur de hockey sur glace.

- Luc Alphand (1965-), originaire de la commune voisine de Saint-Chaffrey, vainqueur de la Coupe du monde de ski alpin (1995, 1996 et 1997). Reconverti, entre autres, dans les sports mécaniques, il a également gagné le rallye Dakar en 2006.
- Raphaël Blanchard (1857-1919), médecin et naturaliste, s'est intéressé au folklore de la région[19].

## Activités et économie
Traditionnellement orientée vers l'agriculture de montagne avec en particulier l'élevage, l'économie du briançonnais est aujourd'hui complétée par le tourisme hivernal et estival avec notamment les stations de Serre Chevalier et Montgenèvre.

### Tourisme
Le Briançonnais permet des activités de tourisme sportif, en toutes saisons, ainsi que de tourisme culturel.